# Ibacus brevipes
Ibacus brevipes är en kräftdjursart som beskrevs av Charles Spence Bate 1888. Ibacus brevipes ingår i släktet Ibacus och familjen Scyllaridae. IUCN kategoriserar arten globalt som livskraftig. Inga underarter finns listade i Catalogue of Life.